# فينس ارين
فينس ارين (بالإنجليزية: Vince Warren)‏ هو لاعب كرة قدم أمريكية أمريكي، ولد في 18 فبراير 1963 في ليتل روك في الولايات المتحدة.

## وصلات خارجية
- فينس ارين على موقع مرجع كرة القدم المحترفة.كوم (الإنجليزية)
- فينس ارين على موقع JustSportsStats.com (الإنجليزية)